# Louis Richard
Pour les articles homonymes, voir Richard et Louis Richard (homonymie).
Louis Paul Émile Richard (1795-1849) est un professeur français de mathématiques du XIXe siècle. Il est particulièrement célèbre pour avoir été le professeur d'Évariste Galois et de Charles Hermite et de les avoir tous deux encouragés à faire des mathématiques.

## Biographie
Louis Paul Émile Richard est né à Rennes le 31 mars 1795. À partir de 1814, il enseigne les mathématiques dans divers établissements, d'abord à Douai, puis à Pontivy, avant d'être nommé à Paris au collège royal Saint-Louis, puis en 1827 au collège Louis-le-Grand, comme professeur de mathématiques spéciales. Il a jusqu'à une centaine d'élèves par an à la fin des années 1830 et est réputé pour faire des cours de niveau élevé, mais de grande qualité, avec un bon taux de réussite au concours d'entrée à l'École polytechnique. Le proviseur écrit ainsi sur lui en 1846 : « Enseigne parfaitement. On lui a reproché quelquefois de faire de la science d’une manière trop absolue sans se préoccuper assez des examens que les élèves ont à subir pour les écoles. Mais personne ne lui a contesté son instruction et sa méthode. C’est un excellent professeur. Les élèves suivent avec ardeur, et quelques-uns d’entre eux sont véritablement distingués. »
Il a particulièrement apprécié les qualités mathématiques de  Galois qui passe dans sa classe en 1828-29, comme en témoignent ses commentaires trimestriels élogieux : « cet élève a une supériorité marquée sur tous ses condisciples », écrit-il ainsi fin 1828.
Charles Hermite, à qui il remettra les copies de Galois, dira plus tard de son professeur, à Gösta Mittag-Leffler, que c'était « un homme excellent et d'un mérite supérieur », qui l'envoyait à la bibliothèque Sainte-Geneviève lire les Annales de Gergonne.
Parmi ses autres élèves figurent aussi l'astronome Urbain Le Verrier et le mathématicien Joseph-Alfred Serret.
Louis Richard meurt le 11 mars 1849 ; il est inhumé au cimetière du Montparnasse.